# لیبرتی ال-۸
لیبرتی ال-۸ (به انگلیسی: Liberty L-8)،(همچنین به عنوان Packard 1A-1100 شناخته می شود) نمونه اولیه موتور لیبرتی ال-۱۲ بود که توسط جسی وینسنت و البرت هال طراحی شده بود. پانزده نمونه اولیه ال-۸ توسط چندین شرکت از جمله بیوک، فورد، لینکلن، مارمون و پاکارد در سال 1917 ساخته شد.
اولین مورد ساخته شده اکنون در موزه ملی هوا و فضا در واشنگتن دی سی مستقر است، در حالی که پانزدهمین ال-۸ (تنها نمونه در حال اجرا) توسط انجمن تاریخی دریاچه کانیو در دریاچه کنایوت (به انگلیسی: Conneaut Lake)قرار دارد. ال-۸ دیگر در موزه ملی نیروی هوایی ایالات متحده در دیتون نگهداری می شود.